# Brigitte Holzapfel
Brigitte Holzapfel (República Federal Alemana, 10 de abril de 1958) es una atleta alemana retirada especializada en la prueba de salto de altura, en la que ha conseguido ser medallista de bronce europea en 1978.

## Carrera deportiva
En el Campeonato Europeo de Atletismo de 1978 ganó la medalla de bronce en el salto de altura, con un salto por encima de 1.95 metros, siendo superada por la italiana Sara Simeoni que batió el récord de los campeonatos con 2.01 metros, y la también alemana Rosemarie Ackermann (plata).